# باشگاه فوتبال رنگیدز
باشگاه فوتبال رنگیدز (که قبلاً به عنوان باشگاه فوتبال لیفورد کی شناخته می‌شد) یک باشگاه فوتبال باهامایی است که در لیفورد کی واقع شده است . این تیم در لیگ بزرگسالان باهاما بازی می‌کند.
این باشگاه در سال ۱۹۸۹ تاسیس شد و در طول بیست و پنج سال گذشته به طور قابل توجهی رشد کرده است و از یک برنامه فوتبال مبتنی بر مدرسه به یک باشگاه فوتبال تاسیس شده و عضو ثبت شده اتحادیه فوتبال باهاما تبدیل شده است.
لیفورد کی اولین قهرمانی ملی خود را در فصل ۱۴–۲۰۱۳ به دست آورد. با تکیه بر این عنوان، این تیم به اولین تیم باهامایی تبدیل شد که در جام باشگاه‌های کارائیب در سال ۲۰۱۵ شرکت کرد.
در سپتامبر ۲۰۱۷ لیفورد کی با مجوز اتحادیه فوتبال باهاما نام خود را به رنگیدز تغییر داد.